# Underwood (Dakota del Norte)
Underwood es una ciudad ubicada en el condado de McLean en el estado estadounidense de Dakota del Norte. En el censo de 2010 tenía una población de 778 habitantes y una densidad poblacional de 331,92 personas por km².

## Geografía
Underwood se encuentra ubicada en las coordenadas 47°27′19″N 101°8′30″O / 47.45528, -101.14167. Según la Oficina del Censo de los Estados Unidos, Underwood tiene una superficie total de 2.34 km², de la cual 2.34 km² corresponden a tierra firme y (0%) 0 km² es agua.

## Demografía
Según el censo de 2010, había 778 personas residiendo en Underwood. La densidad de población era de 331,92 hab./km². De los 778 habitantes, Underwood estaba compuesto por el 95.5% blancos, el 0.26% eran afroamericanos, el 1.8% eran amerindios, el 0% eran asiáticos, el 0.26% eran isleños del Pacífico, el 0.13% eran de otras razas y el 2.06% pertenecían a dos o más razas. Del total de la población el 0.64% eran hispanos o latinos de cualquier raza.